# Hibiscus caesius
Hibiscus caesius es un arbusto perennifolio de la familia  Malvaceae. Es originario de las regiones tropicales y subtropicales del Viejo Mundo.

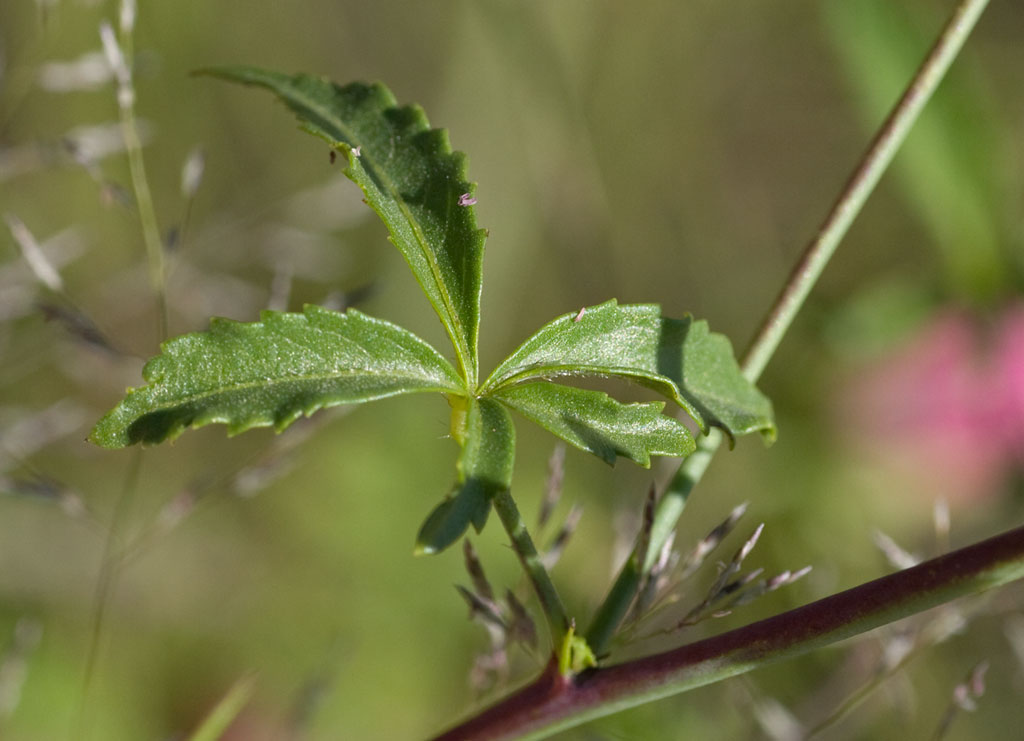
Vista de la planta

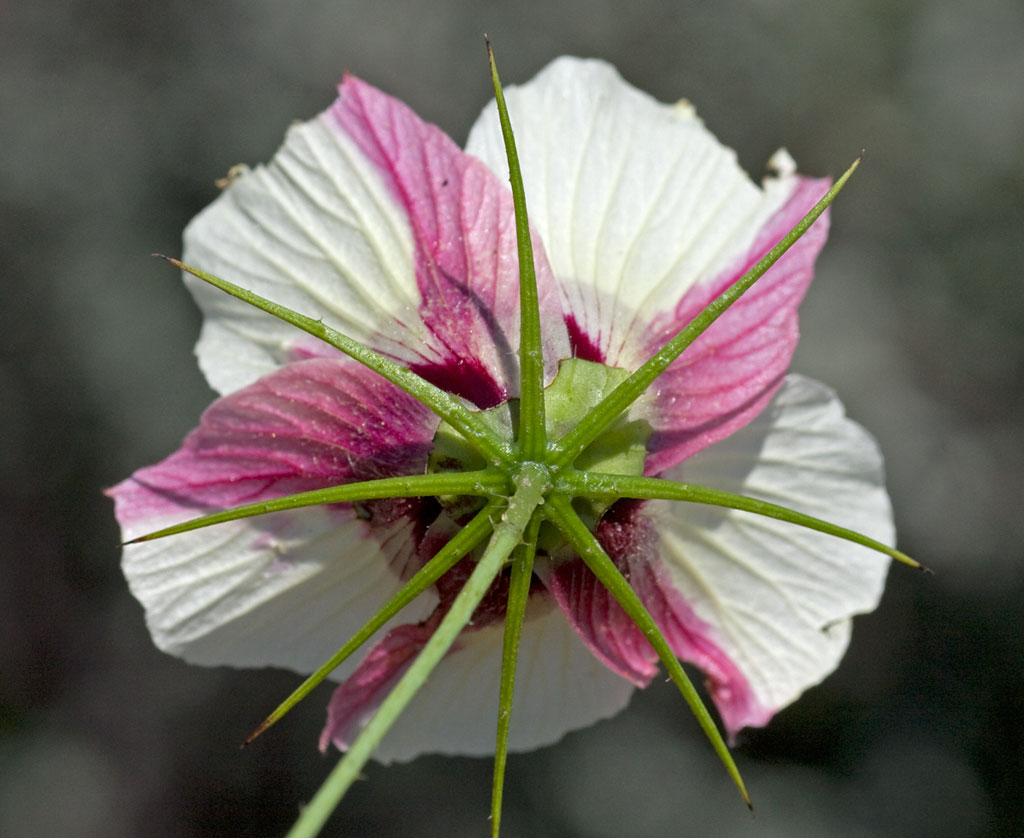
Detalle trasero de la flor

## Descripción
Es un arbusto perennifolio, que alcanza hasta 2 m de altura. Las hojas profundamente lobuladas o palmeadas  con 3-5 foliolos, de hasta 10 × 3 cm, estrelladas peludas, con el margen dentado y un largo pecíolo de hasta 8 cm de largo. Las flores son solitarias, axilares, de hasta 10 cm de diámetro, de color amarillo crema , con un centro de color morado oscuro o marrón rojizo . El fruto es una cápsula ovoide con semillas de 5 × 3,5 mm en forma de media luna, muy finamente escamosas.

## Hábitat
Se presenta en bosques y vegetación ribereña en las regiones tropicales y subtropicales del Viejo Mundo.

## Taxonomía
Hibiscus caesius fue descrita por Christian August Friedrich Garcke y publicado en Botanische Zeitung (Berlin) 7: 850. 1849.
Etimología
Ver: Hibiscus
caesius: epíteto latíno que significa "de color azul-gris".
Sinonimia
- Hibiscus gibsonii Stocks ex Harv.
- Hibiscus pentaphyllus F.Muell.[1]